# William Baildon
William Baildon (4. prosince 1815, Štěpánov – 21. listopadu 1873, Donawitz) byl metalurg a manažer.

## Život
Narodil se do rodiny úspěšného hutnického odborníka Johna Baildona. Dostalo se mu dobré výchovy, které vedla k jeho vztahu k metalurgii. Vystudoval gymnázium v Praze a pokračoval ve studiu na Joanneu, vysoké školy technické založené arcivévodou Johannem. Zde si získal důvěru profesora Petera Tunnera.[ve zdroji nenalezeno]
Teoretické znalosti získané studiem si rozšířil praxí v železárnách „Laurahütte" v Horním Slezsku (Siemianowice Śląskie). Zde získal zkušenosti od ředitele Jamese Talbota[ve zdroji nenalezeno] (není prokázán vztah k autoru Talbotova pochodu Arthuru Newellovi Talbotovi), který si Baildona oblíbil.

## Kariéra
Praxe v Laurahütte mu v roce 1839 otevřela cestu k pozici kontrolora železáren ve Frantschachu (Korutany). Místo však opustil již po roce, protože mu nedávala příležitost k realizaci a využití jeho vědeckých návrhů.
V roce 1840 se na doporučení Petera Tunnnera ujal vedení válcoven hraběte Eggera v Lippitzbachu v Korutanech. Poté, co se nepodařilo dosáhnout kýženého zákazu dovozu anglického pocínovaného plechu, výroba v Rakousku podlehla zahraniční výrobě a v roce 1845 byla tato výroba i v Lippitzbachu zastavena.
Celková úroveň válcoven se ale zvedla, a to hlavně ráznými kroky Williama Baildona:
- nahradil výhně pro výrobu železa plamennými pecemi neboli pudlovnami
- vynalezl zavedl plynovou pec vytápěnou suchým dřevem, podobnou peci Fridricha Siemense
- najal dobře vyškolené oceláře z Vestfálska
- zavedl úkolovou mzdu

Provedl podnik neklidným rokem 1848, kdy vzbouření sedláci byli masakrováni hraběcími ozbrojenci.
V roce 1855 dostal Baildon ocenění 1. třídy na výstavě v Paříži.
V roce 1857 Baildon činnost ve válcovnách ukončil z důvodů, které v archivech hraběte Eggera nebyly uvedeny.
Důvodem byl nástup na místo vedoucího hutě Franze Mayra v Donawitz.
Už další rok, tedy v roce 1858, nastoupil na místo ředitele v Prevalje (Slovinsko). Železárny specializované na výrobu kolejnic se kvůli útlumu železničního stavitelství zastavily. Baildon rozběhl výrobu, ale už v roce 1863 byl vyzván, aby převzal řízení železáren v Donawitz. V roce 1868 zažily železárny v Donawitz silný ekonomický rozmach díky napojení na železnici. V roce 1872 prodal syn Franze Mayra Mayr'schen Eisenwerke firmě Innerberger Hauptgewerkschaft.

## Úmrtí
William Baildon zemřel po delší nemoci v 18 hodin dne 21. listopadu 1873.